# جونزبورو (تينيسي)
جونزبورو (بالإنجليزية: Jonesborough, Tennessee)‏ هي بلدة تقع بولاية تينيسي في الولايات المتحدة. تأسست عام 1779، تبلغ مساحتها 11.2 (كم²)، وترتفع عن سطح البحر 516 م، بلغ عدد سكانها 5975 نسمة في عام 2010 حسب إحصاء مكتب تعداد الولايات المتحدة وتصل الكثافة السكانية فيها 371.9 نسمة/كم2.

## التركيبة السكانية
حدّد مكتب تعداد الولايات المتحدة بيانات التركيبة السكانية لجونزبورو في تعداد الولايات المتحدة. في ما يلي، التركيبة السكانية حسب تعدادي 2000 و2010.

### تعداد عام 2000
بلغ عدد سكان جونزبورو 4,168 نسمة بحسب تعداد عام 2000، وبلغ عدد الأسر 1,660 أسرة وعدد العائلات 1,108 عائلة مقيمة في البلدة. في حين سجلت الكثافة السكانية 312.4 نسمة لكل كيلومتر مربع (809.1/ميل2). وبلغ عدد الوحدات السكنية 1,771 وحدة بمتوسط كثافة قدره 132.8 لكل كيلومتر مربع (344.0/ميل2).
وتوزع التركيب العرقي للبلدة بنسبة 93.43% من البيض و5.54% من الأمريكيين الأفارقة و0.10% من الأمريكيين الأصليين و0.17% من الأمريكيين ذوي الأصول الآسيوية و0.19% من الأعراق الأخرى و0.58% من عرقين مختلطين أو أكثر و0.82% من الهسبانيون أو اللاتينيون من أي عرق.
بلغ عدد الأسر 1,660 أسرة كانت نسبة 30.3% منها لديها أطفال تحت سن الثامنة عشر تعيش معهم، وبلغت نسبة الأزواج القاطنين مع بعضهم البعض 52.3% من أصل المجموع الكلي للأسر، ونسبة 11.3% من الأسر كان لديها معيلات من الإناث دون وجود شريك،  بينما كانت نسبة 3.1% من الأسر لديها معيلون من الذكور دون وجود شريكة وكانت نسبة 33.3% من غير العائلات. تألفت نسبة 30.1% من أصل جميع الأسر من عدة أفراد يعيشون في نفس المنزل ونسبة 13.3% كانت تتألف من شخص يعيش بمفرده يبلغ من العمر 65 عاماً أو أكثر. وبلغ متوسط حجم الأسرة المعيشية 2.26، أما متوسط حجم العائلات فبلغ 2.80.
بلغ العمر الوسطي للسكان 39.1 عاماً. وكانت نسبة 19.4% من القاطنين تحت سن الثامنة عشر، وكانت نسبة 6.4% بين الثامنة عشر والرابعة والعشرين عاماً، ونسبة 25.3% كانت واقعةً في الفئة العمرية ما بين الخامسة والعشرين والرابعة والأربعين عاماً، ونسبة 24.4% كانت ما بين الخامسة والأربعين والرابعة والستين، ونسبة 14.6% كانت ضمن فئة الخامسة والستين عاماً فما فوق. يوجد لكل 100 أنثى 89.7 ذكر، ويوجد لكل 100 أنثى في الثامنة عشر من عمرها فما فوق 83.9 ذكر.
بلغ متوسط دخل الأسرة في البلدة 32,132 دولارًا، أما متوسط دخل العائلة فبلغ 44,167 دولارًا. وكان متوسط دخل الذكور 28,906 دولارًا مقابل 26,192 دولارًا للإناث. وسجل دخل الفرد الخاص بالبلدة 18,768 دولارًا. وكانت نسبة 11% من العائلات ونسبة 16% من السكان تحت خط الفقر، وكان من هؤلاء نسبة 25.7% تحت سن الثامنة عشر ونسبة 22.5% في الخامسة والستين من العمر وما فوق.

### تعداد عام 2010
بلغ عدد سكان جونزبورو 5,051 نسمة بحسب تعداد عام 2010، وبلغ عدد الأسر 2,099 أسرة وعدد العائلات 1,293 عائلة مقيمة في البلدة. في حين سجلت الكثافة السكانية 378.6 نسمة لكل كيلومتر مربع (980.6/ميل2). وبلغ عدد الوحدات السكنية 2,318 وحدة بمتوسط كثافة قدره 173.8 لكل كيلومتر مربع (450.1/ميل2).
وتوزع التركيب العرقي للبلدة بنسبة 92.65% من البيض و4.43% من الأمريكيين الأفارقة و0.12% من الأمريكيين الأصليين و0.61% من الأمريكيين ذوي الأصول الآسيوية و0.73% من الأعراق الأخرى و1.45% من عرقين مختلطين أو أكثر و1.78% من الهسبانيون أو اللاتينيون من أي عرق.
بلغ عدد الأسر 2,099 أسرة كانت نسبة 24.2% منها لديها أطفال تحت سن الثامنة عشر تعيش معهم، وبلغت نسبة الأزواج القاطنين مع بعضهم البعض 47.4% من أصل المجموع الكلي للأسر، ونسبة 10.6% من الأسر كان لديها معيلات من الإناث دون وجود شريك،  بينما كانت نسبة 3.6% من الأسر لديها معيلون من الذكور دون وجود شريكة وكانت نسبة 38.4% من غير العائلات. تألفت نسبة 32.7% من أصل جميع الأسر من عدة أفراد يعيشون في نفس المنزل ونسبة 14% كانت تتألف من شخص يعيش بمفرده يبلغ من العمر 65 عاماً أو أكثر. وبلغ متوسط حجم الأسرة المعيشية 2.17، أما متوسط حجم العائلات فبلغ 2.73.
بلغ العمر الوسطي للسكان 40.0 عاماً. وكانت نسبة 16.5% من القاطنين تحت سن الثامنة عشر، وكانت نسبة 9.6% بين الثامنة عشر والرابعة والعشرين عاماً، ونسبة 29.1% كانت واقعةً في الفئة العمرية ما بين الخامسة والعشرين والرابعة والأربعين عاماً، ونسبة 26.9% كانت ما بين الخامسة والأربعين والرابعة والستين، ونسبة 17.9% كانت ضمن فئة الخامسة والستين عاماً فما فوق. وتوزع التركيب الجنسي للسكان بنسبة 49.9% ذكور و50.1% إناث.

## أعلام
- د. ك. ستيفنسون
- موسى إتش كون
- ألفرد إي. جاكسون
- توماس إيمرسون
- ناثانيل إدوين هاريس
- جون بلير
- جيتر كونيلي بريتشارد
- جيمس باتون براونلو

## وصلات خارجية
- jonesboroughtn.org
- The US50 - Cities and Towns in Tennessee State
- Tennessee Cities and Towns, Facts, Map, Flag, Colleges, Government, and More